# Мадхалиты
Мадхали́ты (араб. المداخلة‎ или المدخليون‎), Мединский джамаат (جماعة المدينة‎) — течение внутри салафитского движения, вдохновлённое трудами известного салафитского улема Раби ибн Хади аль-Мадхали. Политолог Омар Ашур и некоторые западные СМИ определяют «мадхализм» как религиозную секту.
Краеугольным камнем мадхалитской идеологии является беспрекословная лояльность к правительству, даже если оно подвергает своих подданных неоправданному насилию. В отличие от других исламских групп, которые часто выступают против диктаторских режимов на Ближнем Востоке, мадхалиты открыто поддерживают такие режимы.
Некоторые исследователи связывают зарождение движения с реакцией против Братьев-мусульман и сторонников Сайида Кутба (кутбитов). В 1990-х годах правительства Саудовской Аравии и Египта поддерживали салафитов-мадхалитов в противовес более радикальным элементам исламистского движения.
По мнению аналитиков, мадхалиты составляют около половины всех салафитов в Нидерландах. По сведениям политолога Талгата Мамыраимова, около 5—10 % практикующих мусульман Казахстана являются салафитами, среди которых доминируют салафиты-мадхалиты, которые призывают своих последователей к полному подчинению государственной власти.